# محمد زکریا کججی
خواجه محمد کججی تبریزی، که بیشتر با عنوان بعدی خود امیر زکریا شناخته می‌شود، یکی از دیوان‌سالاران ایرانی از خاندان کججی بود که از سال ۱۵۰۱ تا ۱۵۰۷ میلادی، در دوران سلطنت شاه اسماعیل یکم (۱۵۰۱–۱۵۲۴ میلادی)، به عنوان وزیر اعظم ایران صفوی خدمت کرد.